# Дастакерт
Дастаке́рт (вірм. Դաստակերտ) — місто на півдні Вірменії, у марзі (області) Сюнік на східних схилах Зангезурського хребта у підніжжя гори Айрі та річки Дастакерт. Відстань до Капана — 127 км, до Єревана — 236 км. Найменше місто Вірменії за кількістю населення.

## Історія
Дастакерт вперше згадується у XII-XIII століттях. Назва Дастакерт запозичена з перської на вірменську мову (перс. دستگرد Dastgerd). Воно означає "зроблено вручну, рукоділля".